# Emmett H. Walker

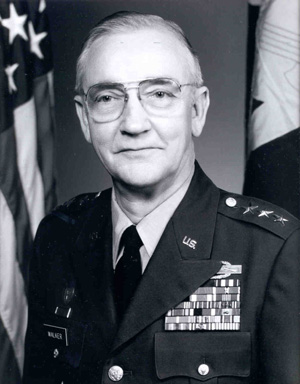
Emmett H. Walker Jr.

 Emmett H. Walker Jr. (* 16. März 1924 in Abbott, Clay County, Mississippi; † 11. Dezember 2007 in Jackson, Hinds County, Mississippi) war ein Generalleutnant der United States Army. Er war unter anderem Kommandeur des National Guard Bureau (NGB).

## Leben
Er besuchte die öffentlichen Schulen seiner Heimat und begann dann ein Studium an der Mississippi State University, das er vorzeitig abbrach, um als Soldat am Zweiten Weltkrieg teilzunehmen. Über die Officer Candidate School gelangte er im Mai 1944 in das Offizierskorps des US-Heeres. Dort wurde er als Leutnant der 42. Infanteriedivision zugeteilt. Diese war damals in Camp Gruber in Oklahoma stationiert.
Wenige Monate später wurde er zur 95. Infanteriedivision versetzt, mit der er auf dem europäischen Kriegsschauplatz eingesetzt wurde. Dabei diente er unter anderem als Stabsoffizier in einer dieser Division unterstellten Kompanie. Er nahm an mehreren Schlachten teil, wozu auch die Abwehr der deutschen Ardennenoffensive und im weiteren Verlauf der Vormarsch ins Rheinland gehörten.
Nach seiner Heimkehr schied er vorübergehend aus dem Militärdienst aus. Er setze sein Studium an der Mississippi State University fort, das er im Jahr 1947 erfolgreich beendete. Im Mai 1949 trat er der Mississippi National Guard bei. In der Folge wurde er als Hauptmann mit der 31. Infanteriedivision im Koreakrieg eingesetzt. Dabei war Walker als Verbindungsoffizier im Hauptquartier der amerikanischen Streitkräfte im Kriegsgebiet tätig. Danach diente er in verschiedenen Einheiten der Nationalgarde des Staates Mississippi, wobei er am Ende die Generalsränge erreichte. Walker war unter anderem Bataillonskommandeur und Befehlshaber der 63st Artillery Group. Im Jahr 1965 absolvierte er das Command and General Staff College in Fort Leavenworth in Kansas und im Jahr 1973 beendete er ein Studium am United States Army War College in Carlisle in Pennsylvania.
Zwischen 1972 und 1976 war Emmet Walker stellvertretender Kommandeur der Nationalgarde von Mississippi. Im Oktober 1976 wurde er wieder in den Dienst des regulären Heers berufen. Bis zum Jahr 1978 war er stellvertretender Kommandeur der Army National Guard. Anschließend erhielt er das Kommando über diese Militärorganisation. Diese Aufgabe bekleidete er bis zum Jahr 1982. Am 16. August dieses Jahres erhielt er als Nachfolger von La Vern E. Weber als Generalleutnant das Kommando über das NGB, das er bis zum 15. August 1986 innehatte, als Herbert R. Temple seine Nachfolge antrat. Anschließend schied er aus dem Militärdienst aus.
Nach dem Ende seiner offiziellen Militärzeit wurde er vom Staat Mississippi ehrenhalber zum Vier-Sterne-General ernannt. Außerdem war er für einige Zeit als Schatzmeister der National Guard Association of the United States tätig. Der mit Elizabeth Parsons verheiratete Offizier starb am 11. Dezember 2007 in einem Krankenhaus in Jackson in Mississippi. Er wurde auf dem Parkway Memorial Cemetery in Ridgeland beigesetzt.

## Orden und Auszeichnungen
Emmett Walker erhielt im Lauf seiner militärischen Laufbahn unter anderem folgende Auszeichnungen:
- Defense Distinguished Service Medal
- Army Distinguished Service Medal
- Air Force Distinguished Service Medal
- Silver Star
- Legion of Merit
- Bronze Star Medal
- Meritorious Service Medal
- Army Commendation Medal